# Flora Vitiensis Nova
Flora Vitiensis Nova (abreviado Fl. Vit. Nova) es un libro ilustrado con descripciones botánicas que fue escrito por el botánico estadounidense, Albert Charles Smith y editado en el año 1979 por National Tropical Botanical Garden, con el nombre de Flora Vitiensis Nova: a new Flora of Fiji (spermatophytes only). Lawaii, Hawaii.